# Cirrochroa calypso
Cirrochroa calypso är en fjärilsart som beskrevs av Wall 1869. Cirrochroa calypso ingår i släktet Cirrochroa och familjen praktfjärilar. Inga underarter finns listade i Catalogue of Life.